# مارك كارير
مارك كارير (بالإنجليزية: Mark Carrier)‏ هو لاعب كرة قدم أمريكية أمريكي، ولد في 28 أبريل 1968 في ليك تشارلز في الولايات المتحدة.

## وصلات خارجية
- مارك كارير على موقع مرجع كرة القدم المحترفة.كوم (الإنجليزية)
- مارك كارير على موقع مرجع كرة القدم المحترفة.كوم (الإنجليزية)
- مارك كارير على موقع IMDb (الإنجليزية)